# Quarona
Quarona là một đô thị ở tỉnh Vercelli trong vùng Piedmont thuộc Ý, có cự ly khoảng 90 km về phía đông bắc của Torino và khoảng 50 km về phia bắc của Vercelli, along Sesia River. Tại thời điểm ngày 31 tháng 12 năm 2004, đô thị này có dân số 4.297 người và diện tích là 16 km².
Đô thị Quarona có các frazioni (đơn vị cấp dưới, chủ yếu là các làng) Doccio và Valmaggiore.
Quarona giáp các đô thị: Borgosesia, Breia, Cellio, và Varallo Sesia.